# Кульчицкий, Владимир Семёнович
Владимир Семёнович Кульчицкий (укр. Володи́мир Семе́нович Кульчи́цький; 28 декабря 1919, Кульчицы, Польская республика — 24 июля 2009, Львов, Украина) — советский и украинский учёный-правовед, специалист в области истории государства и права. Доктор юридических наук, профессор, профессор кафедр истории и теории государства и права, а затем истории государства, права и политико-правовых учений, заслуженный профессор Львовского национального университета имени Ивана Франко, член-корреспондент Академии правовых наук Украины. Участник Великой Отечественной войны.
За период своей научной деятельности написал большое количество (от 450 до 550) научных трудов, стал научным руководителем для ряда соискателей степеней кандидата и доктора юридических наук. Являлся создателем научной школы истории украинского права при Львовском университете, которая разрабатывала ряд краеугольных вопросов истории государства и права Украины.

## Биография
Владимир Кульчицкий родился 28 декабря 1919 года в селе Кульчицы (ныне Самборский район, Львовская область) в крестьянской семье хлебороба Семена Дмитриевича Кульчицкого, который неоднократно избирался войтом Кульчиц. Помимо Владимира в семье было ещё четверо детей — сыновья Дмитрий и Емельян и дочери Марьяна и Анна. В 1930 году окончил начальную школу в родном селе, после чего до 1939 года обучался в Самборской государственной гимназии им. А. Мицкевича. Владел четырьмя языками: русским, украинским, польским и немецким.
В 1939 года поступил на юридический факультет Львовского университета имени короля Яна Казимира (после присоединения Львова к Украинской ССР, с декабря 1939 года — Львовский государственный университет, а с января 1940 года носит имя И. Я. Франко). Среди преподавателей, обучавших Владимира Кульчицкого, были: Михаил Аржанов, Пшемыслав Домбковский, Степан Кравчук, Борис Маньковский, Константин Мокичев, Савелий Фукс, Михаил Чельцов-Бебутов и другие. Окончив второй курс в 1941 году, Кульчицкий был вынужден прервать обучение из-за начала Великой Отечественной войны, и как следствие оккупации Львова. Был мобилизован в ряды Красной армии 18 августа 1944 года, но получив тяжёлое ранение 23 сентября того же года был демобилизован по инвалидности.
В 1945 году возобновил обучение на юридическом факультете того же университета, поступив на третий курс. После окончания университета в 1948 году поступил в аспирантуру, которую окончил в 1951 году. После окончания аспирантуры продолжал работать в родном университете, где последовательно занимал должности преподавателя, старшего преподавателя, доцента (4 февраля 1956 — 1973) и профессора кафедры истории и теории государства и права (1973—2008) и кафедры истории государства, права и политико-правовых учений (2008—2009). В 1954—1957 годах избирался народным заседателем народного суда 3-го участка Ленинского района Львова.
В 1992 (по другим данным в 1993) году был избран членом-корреспондентом Академии правовых наук Украины. 10 декабря 2001 года Владимир Кульчицкий решением Учёного совета Львовского национального университета «за особые заслуги в развитии науки и образования, подготовку научных кадров высшей квалификации, долголетнюю научно-педагогическую и гражданскую деятельность» был удостоен почётного звания заслуженного профессора Львовского национального университета имени Ивана Франко.
Владимир Кульчицкий скончался 23 июля 2009 года во Львове. Был похоронен 25 июля на Лычаковском кладбище.

## Научная деятельность
Владимир Семёнович Кульчицкий специализировался на исследовании проблем истории государства и права Украины, а также на истории государства и права западноукраинских земель и государств, в которые те входили. В 1953 (по другим данным, 19 апреля 1954) году под руководством Пшемыслава Домбковского защитил кандидатскую диссертацию по теме «Галицкий сейм в системе колониального аппарата Австро-Венгрии» (специальность — 12.00.01) в Московском государственном университете имени М. В. Ломоносова, а в 1970 году защитил диссертацию на соискание учёной степени доктора юридических наук на тему «Политический аппарат колониального управления Восточной Галичиной (вторая половина XIX — начало XX в.)» (специальность — 12.00.01) в Институте государства и права АН Украинской ССР. Диссертация состояла из двух томов, что составляло приблизительно 800 страниц. 9 апреля 1971 года Кульчицкому была присвоена учёная степень доктора юридических наук. В 1973 году получил учёное звание доцента, а 9 февраля 1973 года — профессора.
Также Владимир Семёнович занимался подготовкой новых педагогов-правоведов, был научным руководителем 4 докторов и 20 кандидатов юридических наук (по данным, опубликованным в 2008 году в Энциклопедии истории Украины, под руководством Кульчицкого было защищено 11 диссертаций на соискание степени кандидата юридических наук). Среди учеников Кульчицкого были В. К. Грищук, А. Д. Святоцкий, И. Г. Билас, П. Ф. Гураль, Н. В. Кравчук, А. И. Минаев, Я. М. Пигач и Л. Т. Присташ. Был членом специализированного Высшего учёного совета Львовского национального университета имени Ивана Франко.
По разным оценкам, Кульчицкий был автором от «более чем» 450 и 480 до «около» 500 и «более чем» 550 научных трудов, ключевыми среди которых были: «Кодификация российского феодального права в XIV—XVII в.» (1956), «Кодификация права в Украине в XVIII в.» (1958), «Государство и право Армении» (1958), «Государство и право Молдавии феодального периода» (1964), «Галицкая Советская Республика» (1965), «Государственный строй и право в Галичине (во второй половине XIX — начале XX в.)» (1966), «Торжество исторической справедливости» (1968, в соавторстве), «Молодежи о законе» (1975, в соавторстве), «История государства и права СССР» (часть 1, 1985), «Воссоединение Закарпатья с Советской Украиной (социально-политические и правовые основы) (1985)», «История государства и права Украинской ССР» (тома 1-2, 1987, в соавторстве), «История адвокатуры Украины» (1992, в соавторстве), «Из истории украинской государственности» (1992, в соавторстве), «История государства и права Украины» (1992, в соавторстве), «Основы истории государства и права Украины» (1993, в соавторстве), «Украинская культура: прошлое и современность» (1994, в соавторстве), «Вход Галичины, Северной Буковины и Закарпатья в состав Украины (1939—1945)» (1995, в соавторстве), «Аппарат управления Галичиной и Буковиной по австрийской конституции 1867 года» (1999), «История государства и права Украины: Академический курс: в 2 т.» (2000 и 2008, в соавторстве), «Западно-Украинская Народная Республика 1918—1923: История» (2001), «Галицко-Волынское государство (1199—1343)» (2006, в соавторстве), «Генезис и эволюция украинской конституции» (2006, в соавторстве), «История государства и права Украины» (учебное пособие, 2006, в соавторстве), «История государства и права Украины» (учебник, 2007, в соавторстве) и прочее.
Также участвовал в написании статей для шеститомника «Юридическая энциклопедия», был членом редакционной коллеги пяти периодических изданий и членом Научного совета юридического журнала «Право Украины».

### Научная историко-правовая школа
После провозглашения независимости Украины стала стремительно развиваться возглавляемая Владимиром Кульчицким историко-правовая школа Львовского университета имени Ивана Франко, которая имела два исследовательских направления — история государства и права Украины (курировалась Владимиром Кульчицким) и история государства и права зарубежных стран (курировалась Борисом Тищиком). К достижениям школы следует отнести то, что во Львовском университете история государства и права Украины начала изучаться с древних времен, а не с 1917 года. Лично Кульчицким были исследованы вопросы, касающиеся зарождения и эволюции украинских государственно-правовых институтов, изучения национальной и государственно-правовой традиции народа Украины, обнаружения основных причин и следствий возникновения, развития и ликвидации отдельных государственно-правовых систем, а также анализа связей между государственными структурами и правовыми институтами, углублённого анализа актуальных проблем истории украинского права и изучения важнейших памятников украинского права.
Помимо того Владимиром Семёновичем Кульчицким была создана Школа истории украинского права. Под его непосредственным руководством в Школе разрабатывались ряд проблем в области истории государства и права, в том числе: концепции этапов развития украинского государства и права, вопрос происхождения украинской государственности и права, путь кодификаций украинского права на протяжении всего исторического периода и другие вопросы.
Также являлся руководителем функционирующего при кафедре истории и теории государства и права студенческого научного кружка.

## Семья
Сын Владимира Семёновича — Богдан Кульчицкий (род. 15 декабря 1959), стал учёным-экономистом. В 1982 году окончил Львовский государственный университет имени Ивана Франко, после чего работал во Львовской музыкальной академии, а с 1995 года стал работать во Львовском государственном университете имени Ивана Франко. В 2004 году стал доктором экономических наук, в 2005 году занял должность профессора кафедры экономический теории и маркетинга, а в 2006 году получил профессорское звание. Занимался исследованием следующих вопросов: философия экономики, история экономики и экономической мысли, становление современной экономической системы Украины в условиях глобализации. Также, является поэтом-песенником.

## Награды и память
Владимир Семёнович был удостоен следующих наград и званий:
- Орден князя Ярослава Мудрого V степени (20 января 2010, посмертно) — «за весомый личный вклад в дело консолидации украинского общества, построение демократического, социального и правового государства и по случаю Дня Соборности Украины»[14].
- Заслуженный юрист Украины (28 декабря 1999) — «за заслуги в подготовке высококвалифицированных специалистов, многолетнюю плодотворную научно-педагогическую деятельность»[15].
- Нагрудный знак Государственного комитета СССР по народному образованию «За отличные успехи в работе»[10].
- Почётное звание «Народный посол Украины» (июль 1999) — «за личный вклад в развитие дружеских взаимоотношений между народами и укрепления международного авторитета Украины»[3].
- Почётное отличие лауреата Всеукраинского конкурса на лучшее профессорское достижение «Юрист года» в номинации «научный сотрудник» (октябрь 1999)[3].
- Орден Отечественной войны I степени (6 апреля 1985)[16].
- 11 медалей[10].

22 декабря 2010 года была проведена аспирантско-студенческая научная конференция на тему «Проф. Владимир Семенович Кульчицкий — выдающийся историк права Львовского национального университета имени Ивана Франко». 29 апреля — 1 мая 2011 года во Львове прошла XXIV Международная историко-правовая конференция «Научное наследие профессора В. С. Кульчицкого и современность».